# Paratrechina emarginata
Paratrechina emarginata är en myrart som först beskrevs av Auguste-Henri Forel 1913.  Paratrechina emarginata ingår i släktet Paratrechina och familjen myror. Inga underarter finns listade i Catalogue of Life.